# Manzanares
|  | Per a altres significats, vegeu «Manzanares (desambiguació)». |

El riu Manzanares és un riu que discorre íntegrament per la Comunitat de Madrid, neix a la serra de Guadarrama i és afluent del Jarama, afluent al seu torn del Tajo.

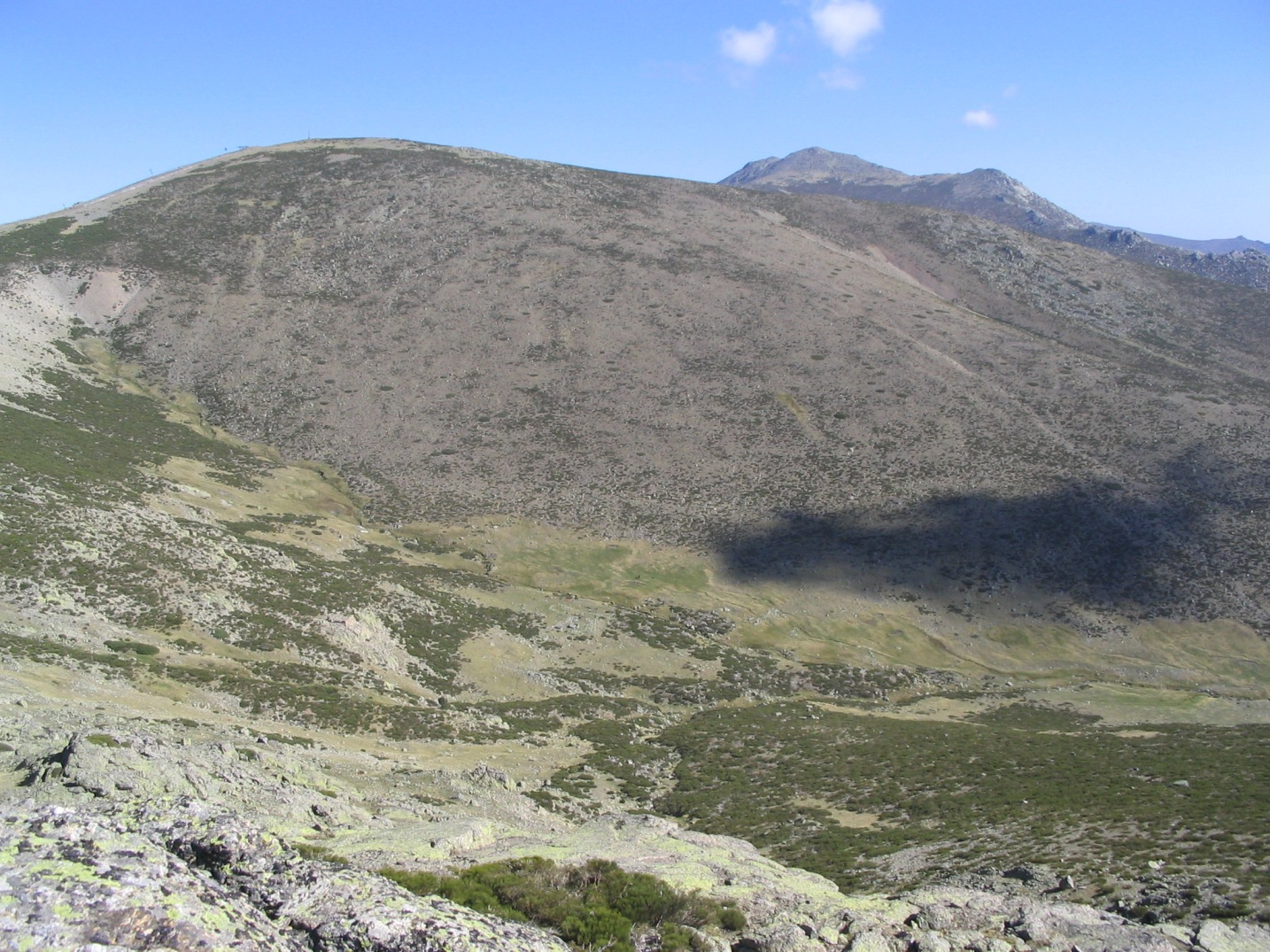
El Ventisquero de la Condesa, a més de 2.000 metres d'altura, a la Serra de Guadarrama, naixement del Manzanares.